# عصابة الأربعة

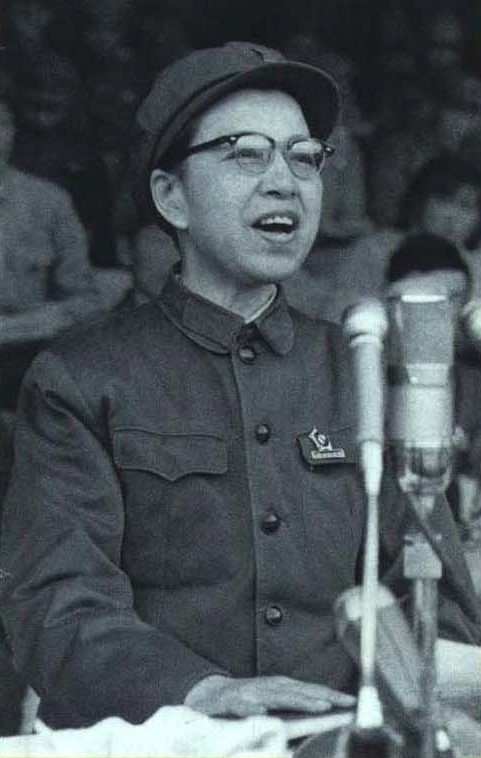

عصابة الأربعة هو اسم أطلق على مجموعة سياسية يسارية مؤلفة من أربعة مسؤولين في الحزب الشيوعي الصيني. برزوا إلى الأضواء أثناء الثورة الثقافية (1966 - 1967) واتهموا بارتكاب سلسلة من جرائم الخيانة.
والأعضاء الأربعة هم جيانج كينج وهي زوجة ماو تسي تونغ الأخيرة وكانت عضوا قياديا في الحزب، والمقربين لها تشانغ تشون تشياو وياو ون يوان ووانغ هونغ ون. وسيطرت عصابة الأربعة بشكل فعال على أجهزة السلطة في الحزب الشيوعي الصيني خلال المراحل الأخيرة من الثورة الثقافية، رغم أنه لم يتضح أي من القرارات المتخذة أثناء الثورة كانت بأمر من ماو تسي تونغ وتنفيذهم، وأيها كان من تنفيذهم هم مباشرة.